# Zhu Bajie

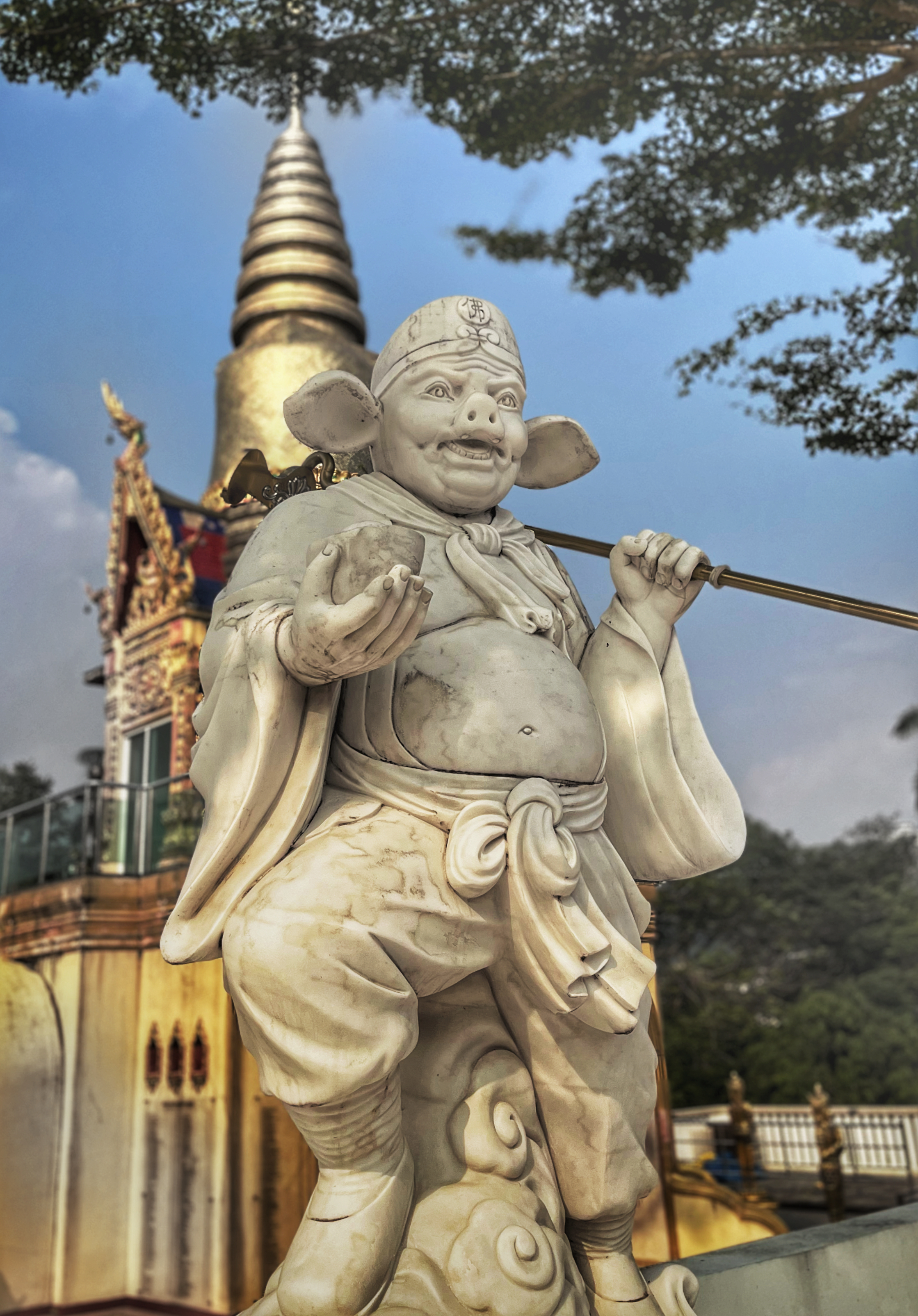
Estátua de Zhu Bajie em um templo

Zhu Bajie, também chamado de Zhu Wuneng, é um dos três ajudantes de Tang Sanzang, junto com Sun Wukong e Sha Wujing, e um personagem importante do romance do século XVI, Jornada ao Oeste. Zhu significa "suíno" e Bajie significa "oito preceitos". Antes de ser recrutado pelo bodhisattva Guanyin, Zhu Bajie era conhecido como "Zhu Gāngliè" (豬剛巤; literalmente "Porco de Juba Forte"). Estudiosos budistas consideram que ambas as expressões estão relacionadas a "Śīla pāramitā". Em muitas versões em inglês da história, Zhu Bajie é chamado de "Monk Pig", "Pork", "Piggy" ou "Pigsy".
Zhu Bajie é um personagem complexo e desenvolvido no romance. Ele se parece com um terrível monstro humanoide - porco, parte humano e parte porco, que frequentemente coloca a si mesmo e seus companheiros em problemas por causa de sua preguiça, gula e propensão a desejar mulheres bonitas. Ele admira seu discípulo mais velho, Sun Wukong, como um irmão mais velho. Embora ele ocasionalmente aja de forma rebelde quando ferido pelas provocações constantes de Wukong, seus planos geralmente terminam em sua própria humilhação.
Nos tempos modernos, Zhu Bajie é visto como uma divindade padroeira de massagistas, recepcionistas e prostitutas em Taiwan e outras partes do Leste Asiático. 

## Personagem
Zhu Bajie originalmente possuía o título de Tiānpéng Yuánshuài (天篷元帅), comandante-chefe de 80.000 marinheiros celestiais. No entanto, ele foi posteriormente banido por mau comportamento. Em uma festa organizada para todas as figuras importantes do Céu, Bajie viu a Chang'e (deusa da Lua) pela primeira vez e ficou cativado por sua beleza. Após uma tentativa bêbada de seduzi-la, ela relatou isso ao Imperador de Jade e, assim, ele foi banido para a Terra. Em releituras populares, Zhu Bajie foi condenado a mil vidas, onde cada vida terminaria em uma tragédia amorosa. Em algumas versões da história, seu banimento está ligado à queda de Sun Wukong. De qualquer forma, ele foi exilado do Céu e enviado para reencarnar na Terra, onde por acidente caiu em um poço de porcos e renasceu como um monstro-porco devorador de homens conhecido como Zhū Gāngliè (猪刚鬛, o "porco de juba forte").

## Ancinho de nove dentes

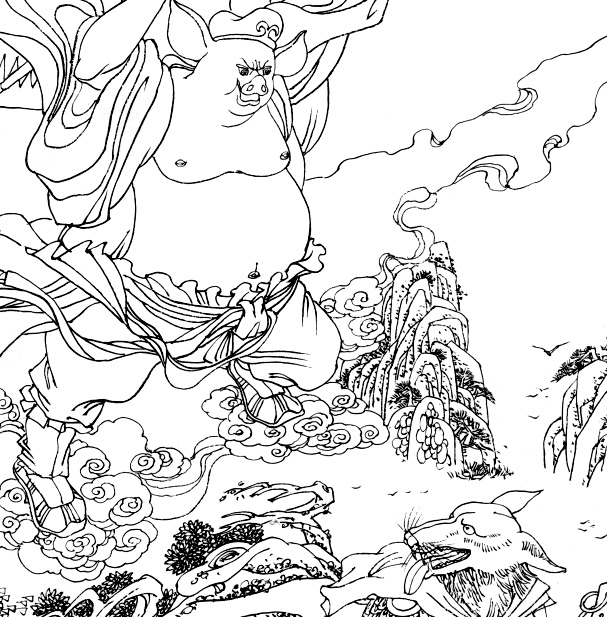
Zhu Bajie matando demônios com seu ancinho

O ancinho de nove dentes, também conhecido como "Baoqin ouro paládio" (寶沁金鈀) é a arma primária de Zhu Bajie. 